# Eino Leino-dagen
Eino Leino-dagen, även kallad Diktens och sommarens dag, firas på författaren Eino Leinos födelsedag den 6 juli. Eino Leino-dagen är en allmän flaggdag i Finland och har funnits i almanackan sedan 1998.
Eino Leino-dagen uppmärksammas på olika håll i Finland med poesikvällar och konserter. Skådespelaren Veikko Sinisalo tog initiativ till dagen i början av 1990-talet och framförde idén för den dåvarande kulturministern Tytti Isohookana-Asunmaa. Eino Leino-dagen infördes som vedertagen flaggdag i universitetsalmanackan år 1998 på initiativ av Elvi Löhönen. Hon bidrog också till att Sibeliusdagen upptogs i almanackan.